# Národní park Folgefonna
Národní park Folgefonna (norsky Folgefonna nasjonalpark) je jeden z norských národních parků. Má rozlohu 545,2 čtverečních kilometrů a leží v kraji Hordaland, kde spadá do území obcí Jondal, Kvinnherad, Etne, Odda a Ullensvang. Byl slavnostně otevřen 14. května 2005 královnou Sonjou.